# Ruth Ann Koesun
Ruth Ann Koesun (Chicago, 15 maggio 1928 – Chicago, 1º febbraio 2018) è stata una danzatrice, attrice, insegnante ed archivista statunitense, una delle più importanti ballerine romantiche/drammatiche dell'American Ballet Theatre. Come attrice, era nota per Omnibus (1952) e The Bell Telephone Hour (1959).

## Biografia
Ruth Ann nacque a Chicago, Illinois, figlia di Paul Z. Koesun, un noto medico cinese-americano nella Chinatown di Chicago e di Mary Mondulick Koesun di origine russa e crebbe nel blocco 2300 di Wentworth Avenue. La sua figlioccia disse che era molto orgogliosa del suo passato asiatico.

### Carriera
A 6 anni iniziò ad allenarsi con l'istruttrice Edna Lucille Baum. La Koesun studiò anche con Bentley Stone e Walter Camryn della Stone-Camryn School di Chicago, che ha incanalato molti artisti di talento nell'ABT. Ebbe come insegnanti anche Vaslav Swoboda, Bronislava Nijinska, Antony Tudor. Ballava inoltre con il corpo di ballo della scuola di Swoboda. Si laureò alla Mercy High School.
Il suo debutto avvenne il 4 luglio 1946 alla Royal Opera House di Londra. Quando iniziò a ballare i critici e gli editori citavano spesso la sua etnia come qualcosa di esotico, definendola "una giovane ragazza cinese-americana" o "la ballerina cinese-americana di 19 anni". Un articolo del 1947 sul Minneapolis Star diceva della sua esibizione: "L'influenza orientale sarà nel balletto al teatro Lyceum la prossima settimana."
Ballò in tutto il mondo con l'American Ballet Theatre, di New York con il quale rimase dal 1946 al 1969. Il 4 luglio 1946, la troupe divenne la prima compagnia di balletto americana ad apparire a Londra dopo la Seconda guerra mondiale e la prima ad apparire alla Royal Opera House del Covent Garden. Fu una tornée trionfale che risollevò il pubblico di Londra stremato dalla guerra. La sera dell'inaugurazione, il Ballet Theatre ricevette 12 chiamate al sipario. La Koesun, cresciuta nella Chinatown di Chicago, divenne il mito di Londra per la sua interpretazione in Fancy Free, un balletto sui marinai americani che vivevano in congedo.
Kevin McKenzie, direttore artistico della compagnia dichiarò: "Ruth Ann Koesun è stata pioniere con ABT nei suoi primi giorni di tournée, viaggiando ovunque con la compagnia verso città e cittadine in tutto il mondo. Come primo membro del Ballet Theatre, ha dato un esempio di dignità e perseveranza a molte generazioni di artisti ABT."
I ruoli della Koesun comprendevano "Fall River Legend" di Agnes de Mille, Les Sylphides, Graduation Ball, La fille mal gardée, il ruolo principale in Giselle, la Sugar Plum Fairy in Lo schiaccianoci e Billy the Kid.
La Koesun si è esibita con alcuni dei ballerini più bravi del mondo, tra cui Alicia Alonso, Erik Bruhn, Nora Kaye, Maria Tallchief e Violette Verdy. Il 22 maggio 1962 ballò in Billy the Kid insieme a John Kriza, molto spesso suo compagno di balletto come Billy, alla Casa Bianca per il presidente John Fitzgerald Kennedy e la First Lady Jacqueline Kennedy. Il suo mix di virtuosismo nascosto e tenera emozione completava la potenza di John Kriza.
Era descritta come dotata di una tecnica aggraziata ma sicura e di una sensibilità per la caratterizzazione, che insieme alla sua bellezza da "principessa di porcellana" la rendevano un'artista popolare e famosa. Insegnò in corsi di perfezionamento e fu insieme al suo amato John Kriza nella stagione teatrale estiva delle produzioni dell'ABT e nei famosi spettacoli "Salute" al College Inn di Chicago ed al New Yorker Hotel. A causa del suo stile lirico in balletti come Les Sylphides, la Koesun è stata spesso presentata come "ballerina romantica". Ma era anche in grado di mostrare una ferocia drammatica, come nel caso della malvagia antieroina Ate in Undertow, coreografia di Antony Tudor e musica di William Schuman, che descrive l'evoluzione di una giovane assassina.
Dopo la sua uscita dall'ABT nel 1969, è stata co-regista del dipartimento di danza presso la Hull House Association di Chicago dal 1969 al 1971, andò in tournée come Ballerina principale con la First Chamber Dance Company di New York, con la quale rimase dal 1971 al 1973 ed è stata direttore esecutivo dell'Association for Illinois Dance Companies di Chicago, dal 1975 al 1979.
Dopo il suo ritiro dalla danza, ha lavorato come archivista presso la Newberry Library dal 1998. È stata proprietaria e responsabile del negozio di vendita di prodotti di lusso The Happy Hanger a Broadway dal 1981 al 1987. Lavorò anche in una boutique di Chanel dal 1987 al 1998.

### Premi
1985 La Koesun fu premiata con l'Excellence Award nelle arti dello spettacolo dall'Organizzazione dei Cinesi Americani.

### Vita privata
Sposò il compagno dell'ABT Eric Braun, ballerino principale, ma il matrimonio si concluse con un divorzio. Il suo più assiduo compagno di ballo e fidanzato, ex direttore dell'ABT John Kriza, morì nel 1975, annegato nel Golfo del Messico mentre era in vacanza.
Morì per cause naturali nel suo appartamento di Lake Shore Drive a 89 anni, secondo la sua figlioccia Ellen Coghlan.